# Tidsserver
En tidsserver er en server, der bruger NTP til at svare på forespørgsler om den korrekte tid. Serveren har typisk indbygget en tidsstandard i form af en krystal der er monteret i en "ovn", der mindsker temperaturpåvirkningen. Serveren kan have en GPS-modtager indbygget. GPS-systemet kan bruges som en meget akkurat tidsreference. Med dette udstyr er det muligt at holde serverens ur inden for 1 mikrosekund fra UTC.
En tidsserver kan også være en almindelig computer, der har NTP installeret og distribuerer tid til andre computere. Servere bruges ofte som tidsservere selvom de også løser andre opgaver. I disse tilfælde vil serveren ofte hente oplysninger om den korrekte tid fra en anden server og ikke fra en tidskilde, der er tilkoblet direkte.
| Tid | Spire Denne artikel om tid eller kalendere er en spire som bør udbygges. Du er velkommen til at hjælpe Wikipedia ved at udvide den. |